# CD117
گیرندهٔ فاکتور رشد سلول بنیادی (انگلیسی: Stem cell growth factor receptor) با به اختصار «SCFR» که با نام‌های دیگری همچون «پروتو انکوژن سی-کیت»، «تیروزین-پروتئین کیناز کیت» و «CD117» هم شناخته می‌شود یک پروتئین از اعضای «تیروزین کیناز گیرنده‌ای» (RTKs) است که در انسان توسط ژن «KIT» کُد می‌شود.
چندین گونه رونویسی مختلف برای این ژن کشف شده‌است که منجر به ساخت ایزوفرم‌های مختلفی می‌شود.
این پروتئین یک «گیرنده سیتوکین» است که بر روی سطح سلول‌های بنیادی خونساز و برخی سلول‌های دیگر قرار دارد. تغییر در این گیرنده‌ها با بروز برخی سرطان‌ها در ارتباط است که از آن میان می‌توان به سمینومای بیضه، ملانوما، تومورهای استرومال دستگاه گوارش و لوسمی حاد مغز استخوان اشاره کرد.